# 魔宮帝國：王國衛士
《魔宮帝國：王國衛士》（英語：Mortal Kombat: Defenders of the Realm）是美国拍摄的一部动画，由Michael Goguen执导，该作根据游戏《真人快打系列》中的1和3进行改编，该作主要讲述的是刘康等人守护异世界，反抗绍康入侵的故事。该作还联动了《街头霸王》等游戏。该作在当时受到很多观众的厌恶。

## 剧情
地球守护者雷电召集刘康等战士来破坏绍康等人入侵世界的计划。
并且在这之中，原本在该系列的第四部的拳痴也从中亮相，并且他也是该系列中的一个重要反派。

## 主要配音人员表
- Clancy Brown：雷电
- Olivia d'Abo：刀锋索尼娅
- Dorian Harewood：贾克斯
- Luke Perry：绝对零度（弟）
- Cree Summer：吉塔娜
- Ron Perlman：斯科特
- Tod Thawley ：野狼
- Brian Tochi

## 外部連結
- 豆瓣电影上《魔宮帝國：王國衛士》的資料 （简体中文）